# Подравске Сесвете
Подравске Сесвете су насељено место и седиште општине у Копривничко-крижевачкој жупанији, Република Хрватска.

## Историја
До територијалне реорганизације у Хрватској налазиле су се у саставу бивше велике општине Ђурђевац.

## Становништво
На попису становништва 2011. године, општина, односно насељено место Подравске Сесвете је имало 1.630 становника.

## Попис1991.
На попису становништва 1991. године, насељено место Подравске Сесвете је имало 1.957 становника, следећег националног састава:
| Попис 1991.‍   | Попис 1991.‍  | Попис 1991.‍ | Попис 1991.‍ | Попис 1991.‍ |
| ------------- | ------------ | ----------- | ----------- | ----------- |
|               |              |             |             |             |
| Хрвати        | Хрвати       |             | 1.934       | 98,82%      |
| Срби          | Срби         |             | 6           | 0,30%       |
| Југословени   | Југословени  |             | 2           | 0,10%       |
| Мађари        | Мађари       |             | 1           | 0,05%       |
| Македонци     | Македонци    |             | 1           | 0,05%       |
| Муслимани     | Муслимани    |             | 1           | 0,05%       |
| неопредељени  | неопредељени |             | 5           | 0,25%       |
| регион. опр.  | регион. опр. |             | 1           | 0,05%       |
| непознато     | непознато    |             | 6           | 0,30%       |
| укупно: 1.957 |              |             |             |             |